# Plaza Olazábal
La Plaza Olazábal se encuentra ubicada en la ciudad de La Plata, Provincia de Buenos Aires, República Argentina. Está ubicada en el cruce de las avenidas 7 y 38.
Su denominación data de 1901, y evoca al militar Félix Olazábal, quien fuera uno de los organizadores del Ejército de los Andes y luchó en la Guerra del Brasil.
Se encuentra dividida en dos sectores, ya que es atravesada por la avenida 7.
En uno de estos lados está ubicada la escultura denominada "La Agricultura", obra del escultor Raymond Rivoire. Junto a los monumentos al Océano Atlántico, al Río de la Plata y a La Ganadería, esta escultura llegó a La Plata en 1914 y fue instalada junto a las otras tres en Plaza Moreno. Al reformar dicha plaza en 1942, las esculturas fueron trasladadas a otros espacios verdes de la ciudad, ubicando a La Agricultura durante unos años en el Parque Castelli, hasta ser trasladada a su ubicación actual en Plaza Olazábal.
En 1955, cuando la ciudad se llamaba Eva Perón, se aprobó construir en esta plaza el Arco de la Unidad Nacional, un monumento de 27 metros de altura en homenaje al presidente Juan Domingo Perón. Al ser derrocado por la Revolución Libertadora, este proyecto fue cancelado.
En 2007, el entonces candidato a intendente por parte del Frente para la Victoria, Carlos Castagneto, colocó una placa en dicho espacio verde rebautizándolo como "Plaza The Ramones", en homenaje a la banda punk estadounidense. Dicho acto contó con la presencia del baterista Marky Ramone, quien llegaba por primera vez a la ciudad para ofrecer un concierto.

## Enlaces relacionados
- Plazas de La Plata
- La Plata